# Преображенский собор (Бердск)
Собор Преображения Господня — православный храм в городе Бердске Новосибирской области, второй кафедральный собор Новосибирской епархии Русской православной церкви.

## История
Строительство собора начато 7 июля 1992 года. Проект выполнен новосибирским архитектором Петром Чернобровцевым (автор проекта восстановления Николаевской часовни в Новосибирске).
Храм имеет два уровня:
- нижний во имя трёх святителей (освящён в 1999 году епископом Сергием (Соколовым)),
- верхний во имя Преображения Господня (в 2001 году (малое освящение); в 2004 году освящение главного престола совершил архиепископ Тихон (Емельянов) в престол были положены мощи преподобномученика Акакия Афонского).

В августе 1998 года из Каменск-Уральска были привезены девять колоколов, установленных на соборной звоннице.
С 1999 года при храме работает воскресная школа. В 2005 году было начато строительство отдельного здания школы.
В церковной ограде рядом с алтарём находятся могилы архимандрита Макария (Реморова) († 08 декабря 1998 года) и епископа Сергия (Соколова) († 20 октября 2000 года), первого епископа Новосибирского и Бердского.

## Клир
Настоятели Преображенского собора:
- 1998—2014 годах — протоиерей Василий Бирюков, благочинный центрального областного округа Новосибирской епархии[1].

В храме также служат священник Павел Плотников и диакон Сергий Филиппов.

## Святыни
- храмовые иконы: Преображения Господня и икона Трёх Святителей, привезённый из Почаевского монастыря;
- Казанская икона Божией Матери (вышита монахиней Зоей);
- икона Благовещения Пресвятой Богородицы (из разрушенного Сретенского храма в Бердске, выловлена в Обском водохранилище);
- икона с частицами мощей преподобных жён Дивеевских: Александры, Марфы и Елены;
- икона с частицами мощей священномученика Владимира, митрополита Киевского и Галицкого;
- иконы, переданные в храм по завещанию новосибирского епископа Сергия: Иисуса Христа, Пресвятой Богородицы и святителя Николая Чудотворца.